# Kammerwagen

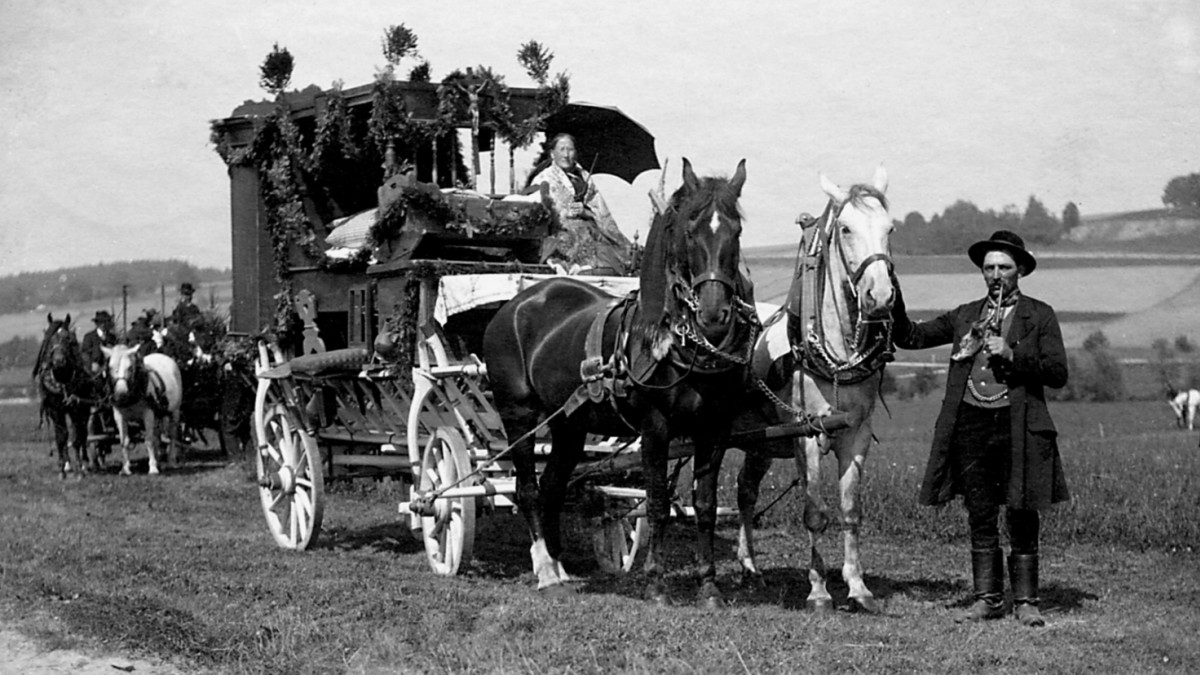
Kammerwagen im Dachauer Land

Kammerwagen ist die in ländlichen Gegenden, vor allem im süddeutschen Raum, gebräuchliche Bezeichnung für einen Umzugswagen, mit dem die Mitgift einer Braut öffentlich sichtbar von ihrem Elternhaus zum künftigen Wohnort überführt wurde. 
Die Fahrt war ein wichtiger Bestandteil des Hochzeitsrituals. Eine Mitgift bestand typischerweise aus Einrichtungsgegenständen für die Schlafkammer des Brautpaars mit Bett, Truhen, Schrank, 
anderen Hausratsutensilien und Textilien. Besonderen Wohlstand dokumentierten am Wagenende angebundene Nutztiere wie Kühe oder Ziegen. Teilweise wurde auf dem oft mit Blumen geschmückten Kammerwagen auch die Braut an ihren künftigen Wohnort überführt. Mit dem Kammerwagen sollte der soziale Status und Fleiß (handgefertigte Textilien) der Braut der Öffentlichkeit präsentiert werden. Der Hochzeitsbrauch endete erst allmählich in der Mitte des 20. Jahrhunderts, als Geld und industriell hergestellte Textilien immer mehr die bis dahin gebräuchliche Mitgiftgegenstände verdrängten.